# Dora Sophie Kellner
Dora Sophie Kellner (geschiedene Pollak, geschiedene Benjamin, verheiratete Morser; geboren am 6. Januar 1890 in Wien, Österreich-Ungarn; gestorben am 24. Mai 1964 in London) war eine österreichische Journalistin, Schriftstellerin und Übersetzerin.
Sie entstammte einer jüdischen Familie und wuchs in Wien, Troppau, London und Czernowitz auf. Nach Ablegen der Matura studierte sie Chemie und Philosophie an der Universität Wien. Ihre erste Ehe mit Max Pollak (verh. 1912–1916) führte sie nach Berlin, wo sie auch ihren zweiten Ehemann Walter Benjamin (verh. 1917–1930) kennenlernte. Aus der Ehe ging ein Sohn, Stefan Rafael Benjamin (1918–1972), hervor. Nach einer Tätigkeit als Auslandskorrespondentin bei der Nachrichtenagentur United Telegraph publizierte sie in der zweiten Hälfte der 1920er Jahre Artikel in Zeitungen und Zeitschriften. Ihre Themenschwerpunkte reichten von Politik und Literatur über die Emanzipation der Frau bis hin zu Musik und Medienkritik. Sie arbeitete als Verlags-, Zeitschriften- und Rundfunk-Redakteurin sowie als Übersetzerin und veröffentlichte 1930 ihren ersten Roman Gas gegen Gas (auch: Das Mädchen von Lagosta). Als die Nationalsozialisten 1933 die Macht ergriffen, emigrierte Dora Kellner zunächst nach Italien und 1938, infolge der Verschärfung der anti-jüdischen Gesetze, nach England. Eine Scheinehe mit Harry Morser, den sie noch aus Wien kannte, ermöglichte ihr die permanente Übersiedlung nach London, wo sie bis zu ihrem Tod als Hotelbetreiberin tätig war.

## Leben

### Kindheit und Jugend
Dora (eig. Deborah, hebräisch für „Biene“) Sophie Kellner wurde 1890 als zweites von drei Kindern in eine jüdische Familie in Wien geboren. Sie wuchs neben Wien in Troppau, London und Czernowitz auf und wurde lange zu Hause, von Erzieherinnen und ihren Eltern, der Übersetzerin Anna Kellner und dem Anglisten und Zionisten Leon Kellner, einem engen Freund von Theodor Herzl, unterrichtet. Nach dem Umzug der Familie nach Czernowitz, wo ihr Vater auf eine Professur berufen worden war, besuchte sie mit 14 Jahren erstmals eine Schule. Neben dem Unterricht am Mädchenlyzeum, das sie mit einer Lyzeal-Matura abschloss (diese ‚Mädchenmatura‘ berechtigte zum Besuch eines Lehrerinnenseminars oder zur Gasthörerschaft an der Universität, nicht jedoch zum ordentlichen Studium), übte sie fleißig Gesang und Klavier. Beethoven war ihr Lieblingskomponist. Zurück in Wien, besuchte sie ab 1907 die reformpädagogische Eugenie-Schwarzwald-Schule. Dort wurde sie auf die reguläre Matura, die Mädchen damals nur extern ablegen konnten, vorbereitet. Dora Kellner legte die Matura schließlich 1909 am elitären Akademischen Gymnasium in Wien ab, und zwar als einzige von acht extern antretenden Schülerinnen mit Auszeichnung. Im Anschluss inskribierte sie sich an der Universität Wien für die Fächer Chemie und Philosophie. Letzteres hörte sie vor allem bei Friedrich Jodl und Wilhelm Jerusalem.

### Ehen und Studium

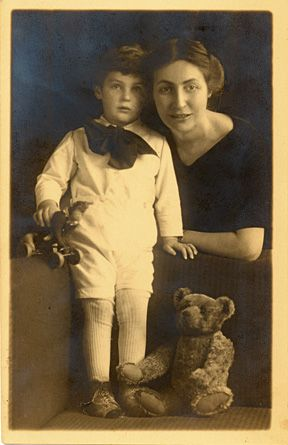
Unbekannter Fotograf: Dora Benjamin, geb. Kellner, mit Sohn Stefan, um 1920, London, Archiv Mona und Kim Benjamin

Dora Kellner heiratete am 30. Juni 1912, mit 22 Jahren, den ein Jahr älteren Studenten Max Pollak, Sohn einer reichen Industriellen-Familie, der wie ihre Mutter aus Bielitz, heute Bielsko-Biala, stammte. Es ist möglich, dass es sich um eine von ihren Eltern arrangierte Ehe handelte. Dem britischen Geheimdienst sagte sie später, dass die Ehe „nie vollzogen“ worden sei. Das Ehepaar zog bald gemeinsam nach Berlin, wo sie sich beide an der Universität für Chemie und Philosophie einschrieben. Sie besuchten des Öfteren den 1913 gegründeten Sprechsaal, der als Diskussionsforum der Jugendkulturbewegung um Gustav Wyneken galt. Junge Künstler und Intellektuelle, Männer wie Frauen, trafen sich dort, um kritisch über Erziehung, die Frauen- und Friedensbewegung, Kunst, Literatur und Sexualität zu diskutieren. In diesem Umfeld lernte Dora Pollak im Mai 1914 Walter Benjamin kennen, mit dem sie spätestens ab 1916 – jenem Jahr, in dem auch die Scheidung von Max Pollak vollzogen wurde – eine Liebesbeziehung führte. Am 17. April 1917 heirateten die beiden und begaben sich, da Benjamin seiner Einziehung in den Krieg entgehen wollte, in die Schweiz, mit einem ärztlichen Attest, das von Ischias-Symptomen sprach. Angeblich soll Dora die Kunst der Hypnose beherrscht und diese künstlich hervorgerufen haben. Nach Stationen in Dachau, Zürich und St. Moritz ließen sie sich vorübergehend in Bern nieder, wo Benjamin sein Studium mit der Promotion abschloss und am 11. April 1918 der gemeinsame Sohn, Stefan Rafael (1918–1972), zur Welt kam. Nach weiteren Reisen durch die Schweiz und häufig wechselnden Wohnsitzen, unter anderen im Sanatorium von Doras Tante Henriette Weiß in Breitenstein am Semmering und bei ihren Eltern in Wien, gingen die Benjamins zurück nach Berlin, wo sie zunächst bei Benjamins Eltern auf der Delbrückstr. 23 wohnten. Da sowohl das beträchtliche Vermögen, welches Dora aus ihrer letzten Ehe mitgebracht hatte, als auch Walters Erbvorschuss allmählich aufgebraucht waren, begann Dora Vollzeit bei der Agentur United Telegraph zu arbeiten, für die sie Nachrichten ins Englische oder ins Deutsche übertrug. Neben dieser Tätigkeit übersetzte sie auch abends und nachts, z. B. den fast 400 Seiten umfassenden Reiseführer Palästina und Südsyrien von Jesajas Press vom Deutschen ins Englische. Das Zusammenleben der Benjamins gestaltete sich immer schwieriger. Walter Benjamin ging eine Beziehung zu der Bildhauerin Jula Cohn ein. Dora widmete sich nach einer längeren Affäre mit dem Musiker und späteren Radio-Pionier Ernst Schoen, einer schweren überstandenen Krankheit (Lungenspitzenkatarrh) und (mindestens) einer Abtreibung wieder verstärkt ihrer Familie und ihrer Karriere.

### Karriere als Journalistin
Ihr Aufsatz Die Waffen von morgen, in dem sie ein Verbot des Einsatzes von chemischen Waffen in Kriegen forderte, erschien am 29. Juni 1925 auf der ersten Seite der Vossischen Zeitung. Nach diesem politischen Beitrag, der trotz Unterzeichnung mit ihren Initialen „dsb.“ häufig Walter Benjamin zugeschrieben wurde (z. B. findet er sich in den Gesammelten Schriften Benjamins), widmete sie sich stärker der Komik und der Satire. Sie schrieb häufig Artikel und kurze satirische Erzählungen zu sogenannten Frauenthemen (z. B. die Erzählung „Urlaub von der Ehe“, die 1926 in der Zeitschrift Uhu erschien), unter anderem über das mediale Konstrukt der „neuen Frau“, weitete ihre Themengebiete aber auch auf Musik und Medienkritik aus. In ihren satirischen Erzählungen benutzt sie oft die fiktive Ich-Form, indem sie entweder in die Rolle einer naiven Hausfrau, einer verwöhnten Gesellschaftsdame oder einer kritischen Beobachterin schlüpft. Hinter dem leichten, umgangssprachlichen Ton verbirgt sich scharfe Kritik an der Rolle der Frau in der Weimarer Republik, die zwar berufstätig sein durfte und sollte, aber trotzdem dem Ehemann zu gefallen hatte und ohne seine Erlaubnis nicht einmal ein Konto eröffnen durfte. Zwischen den Zeilen moniert sie immer wieder, dass es den meisten Frauen der Mittel- und Oberschicht trotz Wahlrechts an elementarem politischen Bewusstsein fehle. Nach einer Stellung als Redakteurin beim Ullstein Verlag wurde sie im Dezember 1926 Chefredakteurin der Zeitschrift Die praktische Berlinerin, die sich schwerpunktmäßig der Mode, Kindererziehung und Kochrezepten widmete, aber auch über die Entwicklung der Frauenbewegung informierte und literarische Beiträge (z. B. in jeder Nummer einen Fortsetzungsroman) veröffentlichte. Für die Mitarbeit an dieser Zeitschrift zog sie auch ihre Schwester Paula Arnold und ihre Mutter Anna Kellner heran. Daneben schrieb Dora Benjamin auch für Die Dame, bei der zahlreiche berühmte Autoren und Autorinnen wie Arthur Schnitzler, Alfred Polgar, Vicky Baum oder Gina Kaus publizierten. Dort bediente sie die verschiedensten Genres wie Literaturkritik, Kurzgeschichte und Satire, wobei in den Kurzgeschichten ein poetischer Ton vorherrscht, der sich zum Teil dem inneren Monolog nähert, wie z. B. in dem Text „Stille Musik“, einer Betrachtung über sukzessive Entfremdung in einer modernen Ehe. Daneben übersetzte sie literarische Texte vom Englischen ins Deutsche. 1927 erschienen beispielsweise die von ihr übersetzten Kriminalerzählungen G. K. Chestertons unter dem Titel Ein Pfeil vom Himmel beim Verlag Die Schmiede in Berlin. Mit einigen der von ihr übersetzten Autoren, vor allem Joseph Hergesheimer und Henry Louis Mencken, stand sie in langjähriger freundschaftlicher Korrespondenz und half ihnen, auf dem deutschen Markt Fuß zu fassen. Ab 1928 veröffentlichte sie zudem in der Literarischen Welt, einer der wichtigsten Literaturzeitschriften der Weimarer Republik, für die auch ihr Ehemann arbeitete, allerdings zu anderen Themen. Während Walter Benjamin sich auf russische und französische Literatur sowie Theaterkritik konzentrierte, schrieb Dora über englische und amerikanische Literatur sowie literarische Übersetzungen aus dem Chinesischen. Es waren keine „Rezensionen“ im klassischen Sinne, sondern kleine Essays, in denen sie die poetische und psychologische Substanz der besprochenen Werke zu erfassen suchte. Dabei schreckte sie vor sehr scharfen Urteilen nicht zurück. Über einen Roman der amerikanischen Bestseller-Autorin Fannie Hurst schrieb sie zum Beispiel, er sei „unlogisch im Aufbau“ und zerre mit Themen wie „Kindesentführung, Trunksucht, Notzucht und Totschlag“ an den Nerven der Leser, um mit einem Happy End aufzuwarten, das so wirke, „als ob ein ... in schmierige Lumpen gekleideter Bettler plötzlich eine strahlende Ephebenmaske“ aufsetze. Ab Januar 1928 war sie außerdem Mitarbeiterin der Rundfunk-Reihe „Frauenfragen und Frauensorgen“, die im Sender Berlin ausgestrahlt wurde, und gestaltete einen Zyklus zum Thema Kind („Das Kind und die Lüge“, „Das Kind und die Angst“, „Das Kind, die Arbeit und das Geld“ und „Das Kind und die Ehe“) sowie einen zum Thema Ehe („Ehe und Wohnungsnot“, „Die amerikanische Ehe“, „Die Kameradschaftsehe“ und „Ehe-Urlaub“). Die Manuskripte und Tondokumente sind nicht überliefert, aber die Titel deuten bereits an, „dass Dora Sophie Kellner, wie sie sich nun durchweg nannte, nicht die üblichen Hausfrauenthemen bediente, sondern auf der Höhe des aktuellen gesellschaftlichen Diskurses stand“. Die Rundfunk-Sendung ebenso wie Die praktische Berlinerin wurden allerdings zusehends konservativer und verschwanden schließlich ganz aus der deutschen Medienlandschaft.

### Scheidung und erster Roman
Im Mai 1929 reichte Walter Benjamin die Scheidung ein, vermutlich, um die lettische Schauspielerin und Regisseurin Asja Lācis heiraten zu können, die er 1924 auf Capri kennengelernt hatte. Da er Dora wegen „ehewidriger Beziehungen“ die alleinige Schuld am Scheitern ihrer Ehe zuwies, kam es zu juristischen Auseinandersetzungen, in denen das eheliche und außereheliche Liebesleben der beiden offengelegt wurde. Das Gericht konnte Benjamins Argumentation nicht folgen. Am 27. März 1930 wurde die Scheidung verkündet und Walter Benjamin für schuldig befunden. Dora bekam das alleinige Sorgerecht für den Sohn Stefan Rafael zugesprochen, sie verzichtete jedoch sowohl auf ihre Mitgift, deren Rückzahlung ihr laut Ehevertrag zugestanden wäre, als auch auf Unterhaltszahlungen von Seiten ihres Ex-Mannes. Während des langwierigen Scheidungsprozesses muss Dora intensiv an ihrem ersten Roman Gas gegen Gas gearbeitet haben, der von Oktober 1930 bis März 1931 in Fortsetzungen in der Südwestdeutschen Rundfunkzeitung erschien. Der Titel bezieht sich auf die Erfindung eines Gases, das in der fiktiven Welt des Romans die im Krieg eingesetzten Giftgase abwehren kann. Es handelt sich der Biografin Eva Weissweiler zufolge um „ein Stück gelungener, politischer Unterhaltungsprosa, gewürzt mit Sarkasmus und Inselromantik“, das sich jedoch „in langen Problemdialogen über die Liebe [verliert]“. Dennoch gibt es auch in diesem Roman eindringliche Szenen, vor allem im ersten Kapitel, in dem die Hauptfigur, die auf einem Schiff vergewaltigte und gedemütigte Camilla von Zöllnitz, versucht, sich durch einen Sprung ins Meer das Leben zu nehmen, diesen Plan aber doch nicht umsetzt, weil ihre Vitalität am Ende obsiegt. Auch die Tristesse der östlichen Provinzen der österreichisch-ungarischen Monarchie, die sie als Kind, vor allem in Czernowitz, persönlich kennengelernt hatte, wird sehr plastisch geschildert. Nachdem Dora Sophie Kellner bereits im Vorjahr beruflich nach London gereist war, um dort für diverse Printmedien des Ullstein-Verlags über unterschiedlichste Themen zu schreiben, ging sie gleich nach der Scheidung nochmals für Ullstein auf Reisen, und zwar nach New York. Dort verstärkte sie ihre Kontakte zu amerikanischen Schriftstellern, vor allem zu Henry Louis Mencken, und schrieb u. a. bittere gesellschaftskritische Reportagen über „Bräute auf Bestellung“, die aus der ehemaligen österreichisch-ungarischen Monarchie anreisten, um gegen Geld mit Landsleuten verheiratet zu werden.

### Emigration nach Italien und England
Nach der Machtübernahme der Nationalsozialisten 1933 emigrierte Dora Sophie Kellner, wie sie sich seit der Scheidung nannte, nach Italien, wo sie zunächst als Köchin im Hotel Miramare in Sanremo arbeitete und einige Zeit später die Villa Emily bzw. Villa Verde übernahm, wo sie ihrerseits ein Hotel einrichtete. Es handelte sich um das ehemalige Domizil des englischen Malers Edward Lear. Dora und Walter Benjamin hatten sich inzwischen wieder angenähert und er besuchte sie und Stefan, der erst im Sommer 1935 von Berlin übersiedelte, zwischen November 1934 und Januar 1938 mindestens fünfmal in Sanremo, wo er jeweils für mehrere Wochen blieb. Sie korrespondierten auch regelmäßig, bis der Krieg den Briefverkehr im Dezember 1939 unterbrach. Benjamin schrieb in der Villa Verde mindestens zwei Abschnitte der Berliner Kindheit um neunzehnhundert, Teile des Passagen-Werk(es) und des Essays über Franz Kafka. Das Hotel war lange Zeit sehr erfolgreich und entwickelte sich zum Treffpunkt für Künstler und Intellektuelle. Zu den Gästen zählten der österreichische Dichter Richard Beer-Hofmann, der aus Wien stammende Maler Josef Floch und der Nietzsche-Forscher Oscar Levy. Zum Jahreswechsel 1937/38 waren auch Theodor W. Adorno, damals noch Wiesengrund, und dessen Frau Gretel Adorno zu Gast, u. a., um mit Benjamin über Adornos Wagner-Studien zu diskutieren.
Als sich 1938 die anti-jüdischen Gesetze in Italien verschärft hatten und die Enteignung und Ausweisung drohte, fuhr Dora nach London. Sie ging eine Scheinehe mit Harry Morser ein, eigentlich Heinrich Mörzer, den sie noch aus ihrer Jugend in Wien kannte und der eine südafrikanische Staatsbürgerschaft besaß. 1939 zog Dora, die trotz Scheidung im Jahr 1945 bis zu ihrem Tod den Nachnamen Morser tragen sollte, endgültig nach London, wo sie mit ihrem neuen Lebensgefährten, dem Dozenten für Ingenieurwissenschaft Frank Shaw, mehrere Hotels betrieb. Ihr Sohn Stefan folgte ihr mit Wissen und Billigung Walter Benjamins, legte in England sein Abitur ab und begann ein Studium der Romanistik. Im Juni 1940 wurde er als „feindlicher Ausländer“ (enemy alien) verhaftet und an Bord der Dunera in ein Internierungslager nach Australien, das Camp Hay, gebracht.
Während der deutschen Bombenangriffe auf London (The Blitz) begab sich Dora nach Surrey, um dort ehrenamtlich eine öffentliche Küche zu leiten. Dora erfuhr vom Tod ihres Ex-Mannes (am 26. September 1940 in Portbou, Spanien) erst ein knappes Jahr später durch dessen Cousin Egon Wissing. Die Nachricht erschütterte sie tief. Aus der Zeit danach sind nur wenige Dokumente überliefert, da sie kaum Kontakt zu anderen Emigranten pflegte. Sie war auch nicht mehr als Autorin aktiv, weil sich in England kein Markt dafür fand. Die Akte „Dora Sophie Morser“ in den British National Archives in Kew (HO 405/36550) ist bis 2054 gesperrt und darf nur kursorisch eingesehen werden. Sie enthält hauptsächlich Unterlagen über ihre Tätigkeit als Hotelbesitzerin und ihren Antrag auf britische Staatsbürgerschaft, die ihr erst 1953 gewährt wurde. Sie starb am 24. Mai 1964 in London.

## Rezeption und Kontroverse
Da die journalistische und schriftstellerische Karriere Dora Sophie Kellners mit ihrer Emigration zur Zeit des Nationalsozialismus beendet war, geriet sie in Vergessenheit und wurde hauptsächlich als Frau ihres berühmten zweiten Ehemannes, Walter Benjamin, erinnert. In der Benjamin-Biografie wird die Ehe meist als unglücklich und inadäquat geschildert. Die Autoren folgen dabei dem Urteil von Zeitzeugen, die Dora als „ehrgeizige Gans“ (Herbert Blumenthal) oder „Alma Mahler en miniature“ (Franz Sachs) beschrieben. Auch die Sexualforscherin Charlotte Wolff, die von Dora als einem flüchtig auftauchenden „Komet(en)“ sprach, wird gerne zitiert. Überprüft wurden diese Urteile in der Regel nicht. Des Weiteren sind auch in neuerer Zeit falsche Angaben über sie verbreitet worden, z. B. in Bd. I der Briefe von Walter Benjamin (hrsg. von Christoph Gödde und Henri Lonitz, Frankfurt: Suhrkamp 2016, S. 219), wo es heißt, sie habe „kleinere Feuilletons“ geschrieben, obwohl zwei Romane von ihr nachweisbar sind, was damals (2016) durchaus schon bekannt war. Von ihrem Vater, dem Anglisten und Zionisten Leon Kellner, heißt es, er habe an der Technischen Hochschule in Wien unterrichtet, wo er nach dem Ersten Weltkrieg lediglich einen Lehrauftrag hatte. Sein politisches Engagement für die Juden als eigenständige Nation und seine langjährige Professur in Czernowitz bleiben unerwähnt. Auch das Geburtsjahr ihres ersten Mannes, Max Pollak (1889), wird dort mit Fragezeichen angegeben, weshalb er mit einem drei Jahre älteren Maler gleichen Namens verwechselt wurde.
Eine Auseinandersetzung mit Dora Sophie Kellners Werk und ihrer Biografie ist bis 2020 unterblieben. Eva Weissweilers Doppelbiografie über Dora und Walter Benjamin Das Echo deiner Frage (2020), bei der es sich mehr um ein „quellenreiche[s]“ Porträt einer „Intellektuellen der Weimarer Republik“ handelt als um eine Biografie einer Beziehung, wie Elisabeth von Thadden in ihrer Rezension in der Zeit anmerkt, schaffte es im Februar 2020 auf den ersten Platz der Zeit-Sachbuch-Bestenliste. Auch auf Deutschlandfunk Kultur wurde das Buch als „lesenswerte Biographie einer großartigen Frau“ bezeichnet, die den Lesern nicht nur das Leben Dora Sophie Kellners, sondern auch ihr heute weitgehend vergessenes Schaffen durch Auszüge aus ihren „journalistischen und literarischen Texten“ näher bringt. Wolfgang Matz, der Weissweilers Biografie in der FAZ rezensierte, sieht in Dora Sophie Kellner hingegen „[n]och eine Frau“, die ungerechtfertigterweise „aus dem Schatten eines berühmten Mannes ans Licht“ geholt wurde. Bei ihrem Œuvre – er zählt selektiv die Artikel „Urlaub von der Ehe“, „Die Lady und ihr Garten“ und „Der neueste Galsworthy“ auf – handle es sich allenfalls um „solide[n] Tagesjournalismus“, für den man erst Leser schaffen müsste. Die beiden letztgenannten Artikel werden allerdings von Eva Weissweiler nur erwähnt, nicht zitiert. Bei „Urlaub von der Ehe“, ein Text, der in dem prominenten Magazin Uhu erschien, illustriert von dem bekannten Grafiker Fritz Eichenberg, handelt es sich nicht um „Journalismus“, sondern um einen satirischen Dialog zum Thema „Ehe“. Den hochpolitischen, lange Zeit Walter Benjamin zugeschriebenen Artikel, Die Waffen von morgen (1925), in dem Dora Kellner sich nach den Erfahrungen des Ersten Weltkriegs vehement gegen den Einsatz von Giftgas ausspricht, erwähnt Matz nicht, obwohl er auf der ersten Seite der „Vossischen Zeitung“ abgedruckt wurde. So wenig wie ihre vielen Arbeiten für Die Literarische Welt. In ihren Texten über Mary Borden oder Michael Gold beispielsweise geht sie ausführlich auf deren Erzähltechnik und Stellung in der amerikanischen Gegenwartsliteratur ein. Zwischen 1929 und 1933 sind 27 namentlich gekennzeichnete Artikel von ihr nachzuweisen, u. a. über John Owen, Virginia Woolf, Hugh Walpole, „Lyrik als Industrie“ oder „Das Gesicht der Zeitschrift“, die nicht in die Kategorie des (soliden) Tagesjournalismus gehören. „Eine umfassende Edition der Schriften von Dora Sophie Kellner/Benjamin“, die heutigen Lesern ein Urteil und eine kritische Auseinandersetzung überhaupt erst ermöglichen würde, steht derzeit „noch aus“.

## Werke
Neben zahlreichen Essays und kürzeren Beiträge in Zeitungen und Zeitschriften, u. a. Uhu, Vossische Zeitung, Die Dame, Die Literarische Welt, BZ am Mittag, publizierte Dora S. Kellner auch zwei Romane und übersetzte sowohl Belletristik als auch Sachtexte vom Englischen ins Deutsche und vom Deutschen ins Englische.

### Essays, Rezensionen und kleinere Schriften (Auswahl)
- Eine tüchtige Hausfrau muß 41 Berufe können! In: Uhu 1 (1925), Heft 12, S. 71–76. Nachlesbar online in arthistoricum.net.
- Die Waffen von morgen. Schlachten mit Chlorazetophenol, Diphenylaminchlorasin und Dichloräthylsulfid. In: Vossische Zeitung. Nr. 303, Abend-Ausgabe, 29. Juni 1925. Nachlesbar online im Zeitungsinformationssystem ZEFYS.
- Kinomusik als Erzieher. Unterhaltung mit Ernö Rapée. In: Vossische Zeitung. Nr. 549, Morgen-Ausgabe, 20. November 1925. Nachlesbar online im Zeitungsinformationssystem ZEFYS.
- Urlaub von der Ehe. In: Uhu 2 (1926), Heft 12, S. 84–90. Nachlesbar online in arthistoricum.net.
- Zaubern. Eine Skizze. In: Die Dame. Erstes März-Heft 1927, S. 61–63.
- An die Dame im Gebirge. In: Die Dame. Zweites November-Heft 1927, S. 28–30.
- Stille Musik. In: Die Dame. Zweites Dezember-Heft 1927, S. 79–80.
- Die Rache des jungen Meh. In: Die Literarische Welt 1928. Nr. 11, S. 5.
- Fannie Hurst: Mannequin (Rezension). In: Die Literarische Welt 1928. Nr. 12, S. 6.
- Buch-Chronik der Woche. Neue Frauenprosa. Mary Borden. In: Die Literarische Welt 1928. Nr. 25, S. 6.
- Aus China über China. In: Die Literarische Welt 1928. Nr. 39, S. 5–6.
- Die alte Frau eines jungen Mannes. In: Die Dame. Zweites Januar-Heft 1929, S. 49–50.
- Angst. In: Die Dame. Zweites April-Heft 1929, S. 53–55.
- John Owen: Der Glückspilz (Rezension). In: Die Literarische Welt 1929. Nr. 17, S. 5.
- Der neueste Galsworthy. In: BZ am Mittag, 20. Juni 1929.
- Ehrenjungfrauen zum Anbeißen. In: BZ am Mittag, 22. Juni 1929.
- Die Lady und ihr Garten. In: Die Dame. Zweites Juli-Heft 1929, S. 18–20.
- Die politischen Töchter. In: Die Dame. Erstes September-Heft 1929, S. 12–14.
- Die zukünftigen Meister. Kindersport in England. In: Die Dame. Erstes Oktober-Heft 1929, S. 12–14.
- Shaw versteht nichts von Frauen. Beweis: Die weiblichen Gestalten seiner Dramen. In: Die Dame. Erstes Mai-Heft 1930, S. 38.
- Virginia Woolf: Orlando (Rezension). In: Die Literarische Welt 1930. Nr. 8, S. 5.
- Der Tod des Helden (Berliner Interview mit Hugh Walpole). In: Die Literarische Welt 1930. Nr. 27, S. 7.
- Bräute auf Bestellung. Heiraten auf gut Glück. In: Vossische Zeitung (Erste Beilage). Nr. 410, Sonntag (Morgen), 31. August 1930. Nachlesbar online im Zeitungsinformationssystem ZEFYS.
- Lyrik als Industrie. In: Die Literarische Welt 1931. Nr. 3, S. 4.
- Michael Gold – Juden ohne Geld. In: Die Literarische Welt 1931. Nr. 18, S. 6.
- Das geistige Amerika III – Das Gesicht der Zeitschrift. In: Die Literarische Welt 1931. Nr. 19, S. 7.
- Die Küche Amerikas. In: Die Dame. Erstes Oktober-Heft 1931, S. 51–52.

### Romane
- Gas gegen Gas. Als Fortsetzungsroman in: Südwestdeutsche Rundfunkzeitung (Oktober 1930 bis März 1931, nicht digitalisiert), erschien erneut unter dem Titel Das Mädchen von Lagosta in den Innsbrucker Nachrichten (samstags in der Unterhaltungsbeilage, 24. Dez. 1931–7. Mai 1932) und im Grazer Tagblatt (25. Dez. 1931–8. Mai 1932) – digitalisiert im Portal Anno der Österreichischen Nationalbibliothek.
- Béchamel Bettina. Als Fortsetzungsroman in: Die Dame, „Lose Blätter“, Heft 5–10 (1930/31).

### Übersetzungen
- Jesaias Press: Palästina und Südsyrien. Reisehandbuch. Im Auftrag der Palestine Express Comp. verfasst. Harz, Jerusalem/Wien/Berlin 1921.
- G[ilbert]. K[eith]. Chesterton: Ein Pfeil vom Himmel. Kriminalerzählungen [orig. The Incredulity of Father Brown]. Die Schmiede, Berlin 1927.
- Henry Louis Mencken: Demokratenspiegel [orig. Notes on Democracy]. Widerstands-Verl., Berlin 1930.
- Joseph Hergesheimer: Das Pariser Abendkleid [orig. The Party Dress]. Rowohlt, Berlin 1931.
- Francis Hackett: Heinrich der Achte [orig. Henry, King of England]. Rowohlt, Berlin 1932.
- Joseph Hergesheimer: Bergblut [orig. Mountain Blood]. Rowohlt, Berlin 1932.
- Joseph Hergesheimer: Der Steinbaum [orig. The Limestone Tree]. Rowohlt, Berlin 1934.
- [Margaret] Storm Jameson: Der Triumph der Zeit [orig. Triumph of Time]. Zsolnay, Berlin/Wien/Leipzig 1934.